# 阿尔菲奥·佩拉博尼
阿尔菲奥·佩拉博尼（義大利語：Alfio Peraboni，1954年5月8日—2011年1月11日），意大利男子帆船运动员。他曾代表意大利参加1980年、1984年和1988年夏季奥林匹克运动会帆船比赛，获得一枚铜牌。